# Estimación (matemáticas)

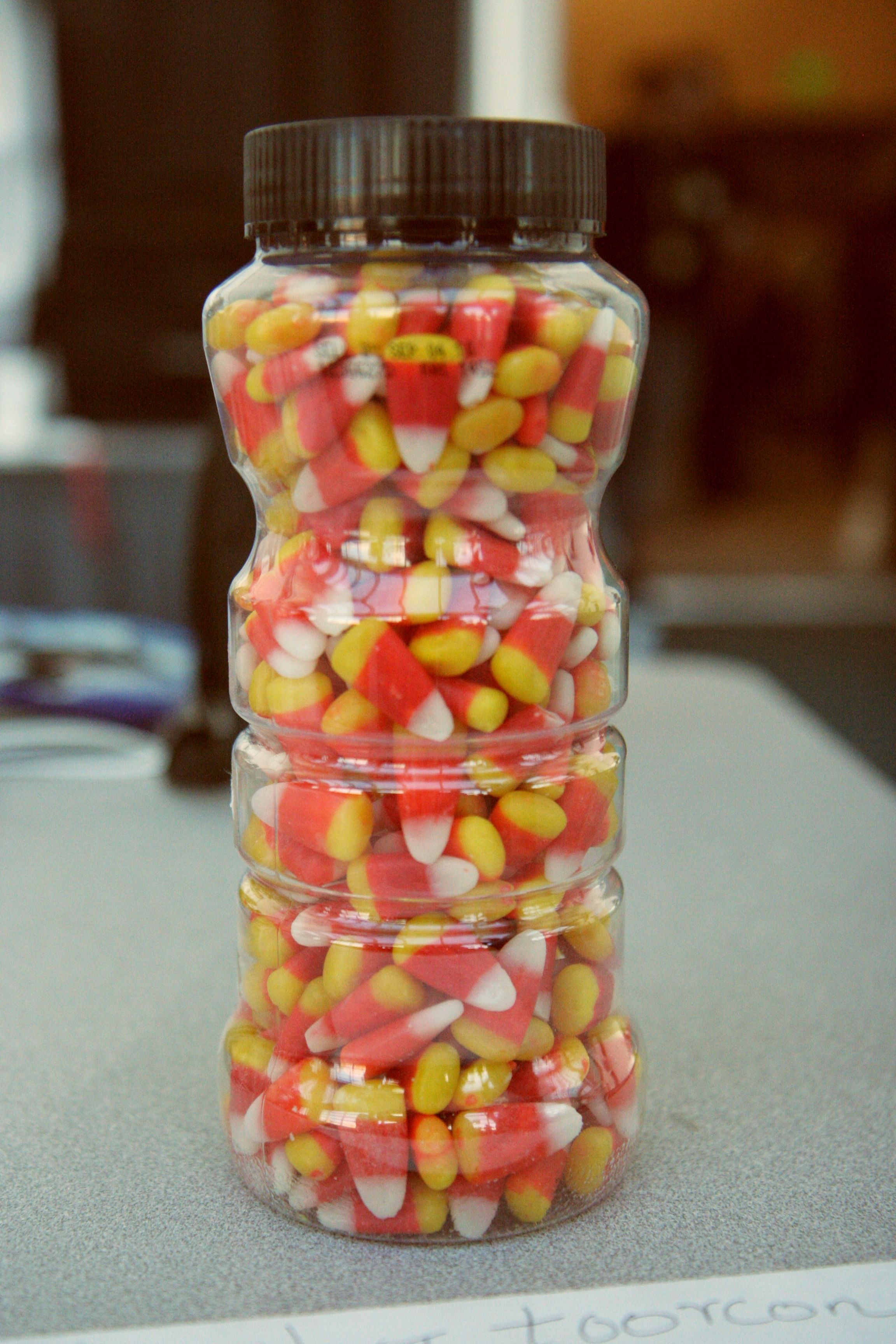
El número exacto de caramelos en este frasco no se puede determinar con sólo mirarlo, ya que la mayoría de los caramelos no son visibles. La cantidad se puede estimar suponiendo que la porción del frasco que no se puede ver contiene una cantidad equivalente a la cantidad contenida en el mismo volumen para la porción que se puede ver.

Estimación (o estimación) es el proceso de encontrar una estimación, o aproximación, que es un valor que es utilizable para algún propósito incluso si los datos de entrada pueden estar incompletos, inciertos o inestables. No obstante, el valor es utilizable porque se deriva de la mejor información disponible. Típicamente, la estimación implica "usar el valor de una estadística derivada de una muestra para estimar el valor de un parámetro poblacional correspondiente". La muestra proporciona información que puede ser proyectada, a través de varios procesos formales o informales, para determinar un rango más probable para describir la información faltante. Una estimación que resulta ser incorrecta será una sobreestimación si la estimación excedió el resultado real, y una subestimación si la estimación fue inferior al resultado real. (Contrasta con la predicción.)

## Cómo se realiza la estimación

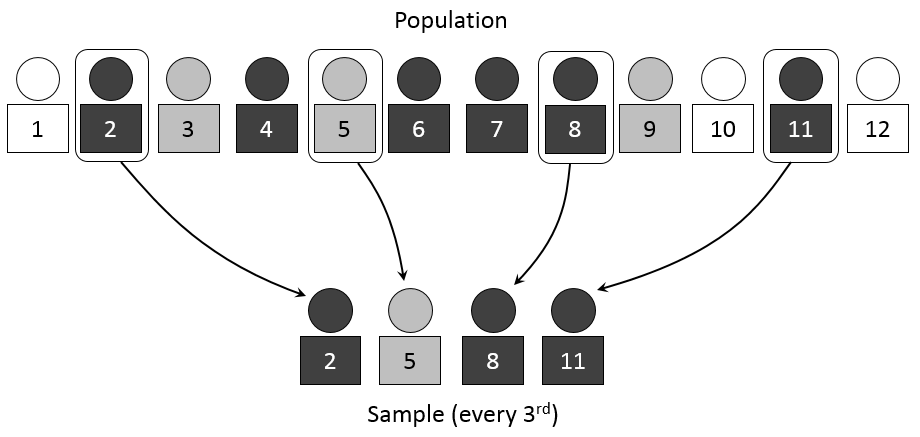
Ejemplo gráfico de selección de muestra mediante una técnica de estimación sistemática. En este ejemplo, se selecciona cada tercer elemento de la población.

La estimación se hace a menudo por muestreo, que es contar un pequeño número de ejemplos algo, y proyectar ese número en una población más grande. Un ejemplo de estimación sería determinar cuántos caramelos de un tamaño dado hay en un frasco de vidrio. Debido a que la distribución de los caramelos dentro del frasco puede variar, el observador puede contar el número de caramelos visibles a través del vidrio, considerar el tamaño del frasco y suponer que se puede encontrar una distribución similar en las partes que no se pueden ver, haciendo así una estimación del número total de caramelos que podrían estar en el frasco si esa presunción fuera cierta. De manera similar, las estimaciones pueden generarse proyectando los resultados de las encuestas o sondeos sobre toda la población.
Al hacer una estimación, la meta es a menudo más útil para generar una gama de posibles resultados lo suficientemente precisos como para ser útiles, pero no tan precisos que es probable que sean inexactos. Por ejemplo, al tratar de adivinar el número de caramelos en el frasco, si cincuenta eran visibles, y el volumen total del frasco parecía ser unas veinte veces mayor que el volumen que contenía los caramelos visibles, entonces uno podría simplemente proyectar que había mil caramelos en el frasco. Esta proyección, que tiene por objeto seleccionar el valor individual que se considera más cercano al valor real, se denomina estimación puntual. Sin embargo, es probable que una estimación puntual sea incorrecta, porque el tamaño de la muestra -en este caso, el número de caramelos que son visibles- es demasiado pequeño para asegurarse de que no contiene anomalías que difieran de la población en su conjunto. Un concepto correspondiente es una estimación de intervalos, que capta una gama mucho más amplia de posibilidades, pero es demasiado amplia para ser útil. Por ejemplo, si se le pidiera a uno que estimara el porcentaje de personas a las que les gustan los dulces, sería claramente correcto que el número cae entre cero y cien por ciento. Sin embargo, tal estimación no proporcionaría ninguna orientación a alguien que está tratando de determinar cuántos caramelos comprar para una fiesta a la que asistirán cien personas.

## Usos de la estimación
En matemáticas, la aproximación describe el proceso de encontrar estimaciones en la forma de límites superiores o inferiores para una cantidad que no puede ser fácilmente evaluada con precisión, y la teoría de la aproximación trata de encontrar funciones más simples que están cerca de alguna función complicada y que pueden proporcionar estimaciones útiles. En estadística, un estimador es el nombre formal de la regla por la cual se calcula una estimación a partir de los datos, y la teoría de la estimación se ocupa de encontrar estimaciones con buenas propiedades. Este proceso se utiliza en el procesamiento de señales para aproximar una señal no observada sobre la base de una señal observada que contenga ruido. Para la estimación de las cantidades aún no observadas se aplican las previsiones y la predicción. Un problema de Fermi, en física, es el relativo a la estimación en problemas que típicamente implican hacer conjeturas justificadas sobre cantidades que parecen imposibles de calcular dada la limitada información disponible.
La estimación es importante en los negocios y en la economía, porque existen demasiadas variables para saber cómo se desarrollarán las actividades a gran escala.  La estimación en la planificación de proyectos puede ser particularmente significativa, porque se deben hacer planes para la distribución de la mano de obra y para la compra de materias primas, a pesar de la incapacidad de conocer todos los posibles problemas que puedan surgir.  Se dispondrá de una cierta cantidad de recursos para llevar a cabo un proyecto en particular, por lo que es importante obtener o generar una estimación de costos como uno de los elementos vitales para entrar en el proyecto.  La Oficina de Rendición de Cuentas del Gobierno de Estados Unidos define una estimación de costes como "la suma de elementos de coste individuales, utilizando métodos establecidos y datos válidos, para estimar los costes futuros de un programa, basándose en lo que se conoce hoy en día", e informa que "una estimación de costes realista era imperativa a la hora de tomar decisiones acertadas en la adquisición de nuevos sistemas".  Además, los planes de proyecto no deben subestimar las necesidades del proyecto, lo que puede dar lugar a retrasos mientras se satisfacen las necesidades insatisfechas, ni deben sobreestimar en gran medida las necesidades del proyecto, ya que de lo contrario los recursos innecesarios pueden desperdiciarse.
Una estimación informal cuando hay poca información disponible se llama estimación, porque la indagación se acerca más a la mera adivinación de la respuesta. El signo "estimado", ℮, se utiliza para designar que el contenido del envase se aproxima al contenido nominal.